# Lithostege dissocyma
Lithostege dissocyma är en fjärilsart som beskrevs av Louis Beethoven Prout 1938. Lithostege dissocyma ingår i släktet Lithostege och familjen mätare. Inga underarter finns listade i Catalogue of Life.